# Magdalena Cajías
Magdalena Cajías de la Vega (La Paz, 8 de octubre de 1957) es una historiadora boliviana, forma parte de la Academia de Historia de Bolivia desde 2012.

## Función pública
Cajías desempeñó el cargo de Ministra de Educación durante las gestiones 2007 y 2008. En 2014 fue nombrada Cónsul de Bolivia en Chile.

## Obra
La obra de Cajías incluye ensayos y libros de historia publicados en coautoría, entre ellos:
- Cultura de izquierda, violencia y política en América Latina
- La mujer en las sociedades prehispánicas de Bolivia
- Bolivia, su historia
- Mujeres de las minas de Bolivia, coautoría con Iván Jiménez Chávez
- Mujeres en rebelión : la presencia femenina en las rebeliones de Charcas del siglo XVIII
- Ensayos históricos sobre Oruro
- Cincuentenario de la revolución del 9 de abril de 1952
- Continuidades y rupturas : el proceso histórico de la formación docente rural y urbana en Bolivia
- Así fue la Revolución : cincuentenario de la Revolución del 9 de abril de 1952

| Predecesor: Víctor Cáceres Rodríguez | Ministro de Educación y Cultura de Bolivia | Sucesor: Roberto Aguilar Gómez |